# Ronnie McNutt
Ronald ''Ronnie'' Merle McNutt (Mississippi, Verenigde Staten, 23 mei 1987 - New Albany, Mississippi, Verenigde Staten 31 augustus 2020) was een Amerikaanse ex-militair die zichzelf tijdens een Facebook-livestream (die tevens ook viraal ging) van het leven beroofde.  De zaak werd opmerkelijk vanwege zowel de ongevoelige houding van sommige internetgebruikers tegenover de dood van McNutt, als de trage reactie van Facebook op de video, die op tal van andere platforms was gedeeld en een groot aantal weergaven had verzameld.

## Biografie
Ronnie McNutt woonde in de staat Mississippi, in de Verenigde Staten, werkte bij een fabriek van Toyota in New Albany. het was bekend dat hij leed aan een verscheidenheid aan psychische problemen, zoals een depressie en posttraumatische stressstoornis (PTSS), waarvan de laatstgenoemde een direct gevolg was van zijn tijd in de oorlog in Irak. Daarnaast had hij ook te maken met een recente breuk met zijn vriendin; sommige mediaberichten zeiden ook dat hij zijn baan verloor tijdens de COVID-19-pandemie. McNutt was een Christen die regelmatig naar de kerk ging.

## Zelfmoord
Op 31 augustus 2020 streamde Ronnie McNutt zijn laatste momenten live op Facebook. Zijn kennissen vonden dit normaal; hij livestreamde vaker op het platform. Na verdere inspectie van de Livestream kwam zijn beste vriend Joshua Steen erachter dat McNutt dronken was, en met een enkelschots geweer in zijn hand aan zijn bureau zat. Terwijl de livestream doorging, ging de mobiele telefoon van McNutt regelmatig over. Het laatste telefoontje dat hij ontving was van zijn ex-vriendin waarop hij antwoordde, wat leidde tot een korte ruzie tussen de twee. 
Onmiddellijk nadat McNutt de telefoon ophing, zei hij: "Hey guys, I guess that's it." (Engels voor: "Hé mensen, ik denk dat dit het dan is.") en beroofde hij zichzelf van het leven met het wapen wat hij vasthield. De politie van New Albany werd tijdens de livestream ter plaatse geroepen, maar ging het appartement van McNutt pas binnen nadat hij was overleden. Politiechef Chris Robertson had de omgeving beveiligd, omwonenden geëvacueerd en geprobeerd via de luidspreker met McNutt te communiceren, maar het mocht niet baten.
Een laatste bericht van McNutt werd later op Facebook ontdekt, waarin stond: "Iemand in je leven moet horen dat ze ertoe doen. Dat ze geliefd zijn. Dat ze een toekomst hebben. Wees degene die het ze vertelt". Twee dagen na zijn zelfmoord werd McNutt begraven op de begraafplaats Snowdown Church of Christ in Prentiss County, Mississippi.

## Publieke reactie
Een groot deel van de online reacties toonden sympathie voor McNutt, waarbij gebruikers de casus gebruikten als een gelegenheid om geestelijke gezondheid en zelfmoordpreventie te bespreken, evenals bezorgdheid over de prevalentie van de video online. Sommige TikTok-gebruikers kondigden een boycot van het platform aan totdat de zelfmoordvideo volledig was verwijderd, terwijl andere gebruikers gebeden en berichten van respect en herdenking voor McNutt begonnen te posten in de commentaarsecties van de video-uploads.
Veel ouders meldden ook dat hun kinderen erg van streek waren na het zien van de video, waarbij kinderen lichamelijk ziek werden en moesten slapen met de lichten aan. Institute of Mums verspreidde verdere waarschuwingen voor ouders over ogenschijnlijk goedaardige video-inhoud die de McNutt-video verbergt, en verklaarde: "Er zijn alarmerende berichten dat de video wordt ingeklemd tussen schattige en grappige kattenvideo's, die beginnen met kijkvriendelijke beelden voordat snel verandert in de verontrustende zelfmoord."

## Aansprakelijkheid
De zaak leidde tot een debat over de wettelijke aansprakelijkheid van internetplatforms die nalaten expliciete en verontrustende beelden onmiddellijk uit het zicht van het publiek te halen, waarbij de schuld meestal op Facebook wordt gelegd voor het niet verwijderen van de livestream tijdens de eerste zelfmoordpoging zelf. De beste vriend van McNutt, Josh Steen, had Facebook meerdere keren en de politie gebeld, die geen van beiden de stream stopten voordat McNutt al zelfmoord had gepleegd.
TikTok bracht een openbare verklaring uit waarin stond: "Onze systemen hebben deze clips automatisch gedetecteerd en gemarkeerd, omdat ze ons beleid schenden tegen inhoud die zelfmoord weergeeft, prijst, verheerlijkt of promoot. We waarderen onze communityleden die inhoud hebben gemeld en anderen hebben gewaarschuwd om niet te kijken, dergelijke video's bekijken of delen op elk platform, uit respect voor de persoon en zijn familie." Facebook verklaarde eveneens publiekelijk: "We hebben de originele video vorige maand van Facebook verwijderd, op de dag dat deze werd gestreamd en hebben sindsdien automatiseringstechnologie gebruikt om kopieën en uploads te verwijderen. Onze gedachten blijven bij Ronnie's familie en vrienden tijdens deze moeilijke tijd."